# نور (مجلة)
مجلة نور، مجلة قصص مصورة مصرية موجهة للأطفال من سن 8 سنوات حتى 18 سنة. تستهدف نشر الفكر الوسطي للدين الإسلامي تحت إشراف الأزهر الشريف، وتنشئتهم على القيم الإنسانية السامية بعيداً عن الأفكار المتطرفة، مع الاهتمام بالقضايا الوطنية والعلمية بتنمية مهاراتهم.

## إصدارات مجلة نور
- الإصدارات المترجمة إلى اللغتين الإنجليزية والفرنسية من مجلة نور.
- مجلة نور الصغير.
- كتب طاقة نور.
- سلسلة كتاب نور.
- كتيب أسود الوطن.
- سلسلة مكارم الأخلاق.
- سلسلة مشارق الأنوار.
- السيرة النبوية.
- مسلسلات رسوم متحركة، مثل: نور في قرية الطيبين، ونور وبوابة التاريخ.